# محمد إبراهيم كامل (وزير)
محمد إبراهيم كامل وزير الخارجية المصري الأسبق. من الشخصيات الرئيسية التي شاركت في مفاوضات اتفاقية كامب ديفيد حيث استقال خلال المفاوضات بين السادات ومع كارتر ورئيس وزراء إسرائيل في ذلك الوقت مناحم بيجن.
محمد إبراهيم كامل وزير الخارجية المصري الأسبق الذي استقال من منصبه عشية التوقيع على اتفاقية كامب ديفيد. وجاءت استقالة كامل بعد خلافه مع الرئيس المصري السابق أنور السادات الذي وقع المعاهدة بين بلاده وإسرائيل عام 1979.
وكان كامل رفيق كفاح مع السادات ضد قوات الاحتلال والقصر الملكي في مصر في سنوات شبابهما، وقد التحق بالخارجية المصرية وترقى فيها إلى أن اختاره وزيرا للخارجية بعد استقالة سلفه إسماعيل فهمي وزميله محمود رياض وزير الدولة للشؤون الخارجية احتجاجا على الزيارة التاريخية للسادات في نوفمبر/ تشرين الثاني لمدينة القدس المحتلة فيما عرف بمبادرة السلام.
وكتب كامل في كتابه «السلام الضائع في اتفاقات كامب ديفيد» المنشور في القاهرة بداية الثمانينيات أن «ما قبل به السادات بعيد جدا عن السلام العادل»، وانتقد كل اتفاقات كامب ديفيد لكونها لم تشر بصراحة إلى انسحاب إسرائيلي من قطاع غزة والضفة الغربية ولعدم تضمينها حق الشعب الفلسطيني في تقرير مصيره.
وقد لمع نجم محمد إبراهيم كامل وزير الخارجية المصري خلال مفاوضات كامب ديفيد بولاية ميريلاند الأمريكية عندما رافق الرئيس المصري الراحل أنور السادات في سبتمبر أيلول عام 1978، ثم عندما استقال من منصبه في السادس عشر من نفس الشهر بسبب حجم التنازلات التي قدمها الرئيس المصري الراحل لإسرائيل في ذلك الحين حول القضية الفلسطينية.
وبعد يوم واحد من استقالته وقع الرئيس السادات ورئيس الوزراء الإسرائيلي مناحم بيجن اتفاقيات كامب ديفيد في البيت الأبيض بحضور الرئيس الأمريكي جيمي كارتر، والتي أدت إلى توقيع أول اتفاق سلام بين دولة عربية وإسرائيل في مارس آذار من العام التالي 1979.
استقال سلفه إسماعيل فهمي بعد أن أعلن السادات عزمه القيام بزيارته التاريخية للقدس في التاسع من نوفمبر تشرين الثاني عام 1977.
وخلال الثمانينيات نشر محمد إبراهيم كامل مذكراته التي حملت عنوان «السلام الضائع في كامب ديفيد» والتي ندد فيها بالاتفاقيات لإخفاق السادات في الإصرار على انسحاب إسرائيل من الضفة الغربية وقطاع غزة، والنص على حق الفلسطينيين في تقرير مصيرهم وقال «إن ما قبله السادات في ذلك الحين كان بعيدا تماما عن السلام العادل».
وتنبأ في مذكراته أيضا بمستقبل مظلم للمنطقة بأسرها حيث قال «إن تلك الاتفاقيات ستؤدي إلى عزلة مصر وستسمح للدولة الصهيونية بحرية مطلقة في ممارسة سياسة القتل والإرهاب في المنطقة مستخدمة السلاح الأمريكي كمخلب لها»، وقال أيضا إن الأفكار الأمريكية التي طرحت في كامب ديفيد كانت تهدف على إضفاء غطاء شرعي للاحتلال الإسرائيلي للأراضي العربية.
حصل محمد إبراهيم كامل على إجازة الحقوق في الأربعينيات وقضى وقتا مع السادات في نفس الزنزانة في عام 1946في تهمة مقتل وزير المالية أمين عثمان. وقد برأت المحكمة ساحة الرجلين عام 1948. وبعد الإطاحة بالملكية عام 1952 التحق كامل بوزارة الخارجية عام 1955 وعمل سفيرا في ألمانيا والسويد والكونغو قبل أن يصبح وزيرا للخارجية
وقد توفي الوزير الأسبق عن عمر يناهز الرابعة والسبعين بعد صراع طويل مع المرض يوم الخميس 6/9/1422 هـ - الموافق 22/11/2001 م